# العلاقات الهندية البنغالية

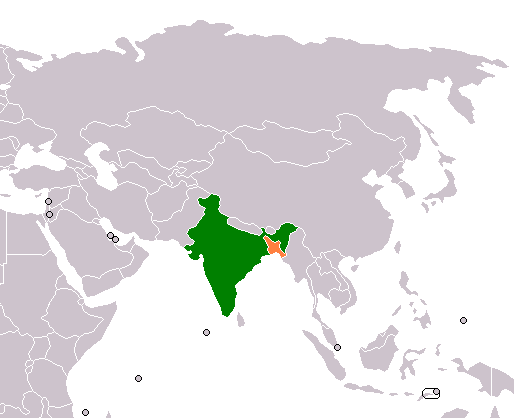

تُعد بنغلاديش والهند جارتان في جنوب آسيا. أعقبت العلاقات الدبلوماسية بين البلدين زيارة رئيسة الوزراء الهندية أنديرا غاندي في 19 مارس عام 1972، في دكا، ووقعت هناك معاهدة الصداقة والتعاون وعلاقات السلام بين الهند وبنغلاديش، والمعروفة باسم معاهدة أنديرا-مجيب لعام 1972، مع رئيس وزراء بنغلاديش آنذاك الشيخ مجيب الرحمن.
كانت العلاقات بين البلدين عادة ودية، وذلك على الرغم من وجود نزاعات حدودية في بعض الأحيان. وُقِّع على اتفاقية الحدود البرية التاريخية في 6 يونيو عام 2015، والتي بدأت حقبة جديدة في العلاقات وأوقفت كل ما يؤثر عليها. يُعد البلدان عضوان مشتركان في رابطة جنوب آسيا للتعاون الإقليمي، ومبادرة خليج البنغال للتعاون التقني والاقتصادي المتعدد القطاعات (بمستيك)، ورابطة حافة المحيط الهندي والكومنولث. يشترك البلدان في العديد من الروابط الثقافية، وخاصة بنغلاديش وولاية البنغال الغربية في شرق الهند اللذان يتحدثان اللغة البنغالية. يوجد في بنغلاديش مفوضية عليا في نيودلهي مع نائب ومندوبين سامين مساعدين في مومباي وكلكتا وجواهاتي وأجارتالا. يوجد بالهند مفوضية عليا في دكا مع مندوبين سامين مساعدين في خولنا وراجشاهي وشيتاغونغ.
اندلعت حرب الاستقلال البنغلاديشية في عام 1971 بين باكستان الشرقية وباكستان الغربية. تدخلت الهند في ديسمبر عام 1971 نيابة عن باكستان الشرقية، وساعدت في تأمين استقلالها عن باكستان كدولة بنغلاديش. أعرب 70% من البنغلاديشيين عن رأي ومنظور إيجابيين بشأن الهند في استطلاع عام 2014. شملت التطورات البارزة التي حدثت تسوية وضع الحدود البرية والبحرية التي طال انتظارها تأكيدًا على قضية المناطق المحصورة؛ وإبرام أكثر من تسعين صك شمل مجالات التكنولوجيا العالية، مثل الإلكترونيات، والأمن السايبراني، والفضاء وتكنولوجيا المعلومات، والطاقة النووية المدنية، وزيادة ملحوظة في التجارة الثنائية من 9 مليارات دولار أمريكي إلى 10.46 مليار دولار أمريكي في السنة المالية 2018-2019؛ وتلتها 7 مليارات دولار أمريكي إلى 9 مليارات دولار أمريكي في السنة المالية 2017-2018 بزيادة قدرها 28.5%، وذلك منذ زيارة رئيس الوزراء الهندي ناريندرا مودي إلى بنغلاديش في عام 2015، وزيارة رئيسة الوزراء البنغلاديشية الشيخة حسينة واجد إلى الهند في عام 2017.

## التاريخ
تُعد روابط الهند مع بنغلاديش روابطًا حضارية وثقافية واجتماعية واقتصادية. توجد الكثير من العوامل التي توحد البلدين، فهنالك تاريخ وتراث مشتركان، وروابط لغوية وثقافية، وشغف بالموسيقى، والأدب والفنون. كانت الدولتان حليفتان قويتان خلال حرب الاستقلال البنغلاديشية في عام 1971. ساءت العلاقات بينهما منذ منتصف سبعينيات القرن العشرين بسبب تطوير بنغلاديش علاقات أوثق مع الدول الإسلامية، وانضمامها إلى منظمة المؤتمر الإسلامي، وإصرارها على الهوية الإسلامية على جذور البلاد العرقية اللغوية. طور البلدان تحالفات مختلفة في الحرب الباردة في الثمانينيات، فزاد ذلك من برودة العلاقات الثنائية. أقام البلدان تعاونًا وتجارة ثنائية أكبر مع بداية التحرير الاقتصادي في جنوب آسيا. أُبرمت معاهدة الغانج التاريخية لتقاسم المياه في عام 1996. يُعد البلدان شريكان استراتيجيان وثيقان في مكافحة الإرهاب، وهما أيضًا أكبر الشركاء التجاريين في جنوب آسيا.

## التعاون في مجال الطاقة
أدخلت الهند مؤخرًا مفهوم نظام تجارة الطاقة الإقليمي، والذي سيساعد مناطق مختلفة من البلاد في الحد من نقص الطاقة، وذلك عن طريق نقل فائض الطاقة من منطقة أخرى. كان بوسع الشركات الهندية تجميع الطاقة في بورصة بموجب قانون الكهرباء لعام 2003، وسيكون المستهلك في هذه الحالة حرًا في شرائها من أي شخص. كان يمكن أيضًا توسيع مفهوم تجميع الطاقة هذا داخل الهند ليشمل البلدان المجاورة مثل بنغلاديش وبوتان ونيبال، وذلك بعد إنشاء مجمع طاقة شبه إقليمي وتشكيل روابط بين هذه البلدان. كان يمكن أن يشكل هذا في نهاية المطاف تجمعًا قويًا للطاقة الإقليمية، الأمر الذي سيؤدي إلى توليد فرصة هائلة لتجارة الطاقة في المنطقة.
تطلعت الهند إلى تصدير الكهرباء من منطقتها الشمالية الشرقية مع احتمالية توليد حوالي 58,971 ميغا واط إلى ولاياتها الشرقية عبر بنغلاديش. أملت بنغلاديش في الوصول إلى نيبال وبوتان عبر الهند. طلبت بنغلاديش رسميًا «ممر قوة» للوصول إلى الأسواق البوتانية والنيبالية، ووافقت على السماح للهند بنقل الطاقة الكهرومائية من ولاية آسام إلى ولاية بهار عبر أراضيها. كان الاجتماع المقترح سيحاول إزالة المهيجات من المناطق ذات الصلة بالمشروع. انتُقِدت الصفقة بين رئيس الوزراء ناريندرا مودي ورئيسة الوزراء الشيخة حسينة في عام 2016، واتهم منتقدون بنغلاديشيون الصفقة بتحديد سعر مرتفع لاستيراد الكهرباء خاصة من ترايبورا. أُرسِلت معدات إلى المصنع عبر بنغلاديش التي تنازلت عن معظم رسوم النقل. قالت شركة أداني للطاقة في 8 نوفمبر عام 2017 أن فرعها في جهارخاند وقع على اتفاقية طويلة الأمد مع مجلس تطوير الطاقة في بنغلاديش؛ وذلك لتزويد الكهرباء من مصنعها القادم الذي تبلغ طاقته 1600 ميغا واط في جوددا في جهارخاند.
معاهدات الطاقة النووية:
ستنشئ الهند مفاعلات نووية في بنغلاديش، وتعاونًا تقنيًا، وتبادل معلومات في مجال الأمان النووي والحماية من الإشعاع.

## زيارات رفيعة المستوى
زار الرئيس إرشاد الهند عام 1982، وزارت رئيسة الوزراء الشيخة حسينة الهند في عام 2010 لتوقيع عدد من الصفقات. زار رئيس الوزراء الهندي الدكتور مانموهان سينغ دكا في 2011 لتوقيع عدد من الصفقات. زار رئيس الوزراء ناريندرا مودي بنغلاديش، وكانت هذه الزيارة تاريخية بسبب حلّها اتفاقية الحدود البرية في عام 2015.

## التعاون من أجل التنمية
تُعد الهند نشطة للغاية في ما يتعلق بنشاط التنمية في بنغلاديش. أعطت الهند مؤخرًا عدة قروض لبنغلاديش، وقدمت 750 مليون دولار لتطوير البنية التحتية في بنغلاديش في عام 2011. قدمت الهند قرضًا ميسرًا بقيمة مليار دولار لتطوير البنية التحتية في عام 2014.

### خطوط ائتمان
مُنِحت 862 مليون دولار لشراء معدات وخدمات من كيانات هندية مثل شركة بهارت المحدودة للكهربائيات الثقيلة، وهئية السكك الحديدية الهندية التقنية والاقتصادية، والمؤسسات الصغيرة والمتوسطة.

### مشاريع التنمية الصغيرة
أعلنت الهند عن منحة تقدر بنحو 10 ملايين دولار لبنغلاديش لتنفيذ العديد من مشاريع التنمية الصغيرة، وأكدت لها أيضًا أنها تعالج قضايا عدم التوازن التجاري.

### الصحة
وقعت الهند وبنغلاديش مذكرة تفاهم للتعاون في مجالات العلوم الصحية والطبية، والتي تضمنت بحثًا مشتركًا في مجال الصحة وتبادل الأطباء والمهنيين الصحيين. هدفت مذكرة التفاهم إلى تعزيز التعاون بين البلدين في مجالات العلوم الصحية والطبية، وذلك من خلال تبادل المواد والمعلومات العلمية والتعاون المشترك في البحث في العلوم الطبية.

## التجارة والاستثمار
كان من المقرر أن تصل التجارة إلى 10 مليارات دولار بحلول عام 2018 من خلال الموانئ. بلغت التجارة الثنائية بين الهند وبنغلاديش 6.6 مليار دولار أمريكي في عام 2013-2014، وبلغت صادرات الهند 6.1 مليار دولار أمريكي والواردات من بنغلاديش 462 مليون دولار أمريكي، وهو ما يمثل أكثر من ضعف القيمة التي بلغت 2.7 مليار دولار أمريكي قبل خمس سنوات.
وافق مجلس الوزراء البنغلاديشي على اتفاقية تجارية معدلة مع الهند. مكنت هذه الاتفاقية الدولتان من استخدام الطرق البرية والمائية لبعضهما البعض لإرسال البضائع إلى دولة أخرى، وإزالة الحاجز القديم من طريق التجارة الإقليمية. تمكنت الهند أيضًا بموجب الاتفاق من إرسال البضائع إلى ميانمار عبر بنغلاديش. أدرجت أيضًا حكمًا يقضي بتجديد الصفقة تلقائيًا بعد خمس سنوات في حال لم يكن لدى أي من البلدين أي اعتراض.